# Fortalesa de Hwaseong
Hwasong o Hwaseong és una fortalesa a la ciutat de Suwon, Corea del Sud. Va ser construïda de 1794-1796.
El rei Jeongjo de la Dinastia Chosŏn va construir la fortalesa per honrar i albergar les restes mortals del seu pare el príncep Sado.
Està inscrit a la llista del Patrimoni de la Humanitat de la UNESCO des del 1997.